# Canan Atalay
Canan Atalay (* 15. November 1990 in Istanbul) ist eine türkische Schauspielerin.

## Leben und Karriere
Atalay wurde am 15. November 1990 in Istanbul geboren. Sie studierte an der Haliç Üniversitesi. Ihr Debüt gab sie 2013 in dem Film Arkadaşlar Arasında. Anschließend spielte sie 2015 in der Fernsehserie Maral: En Güzel Hikayem mit. 
Im selben Jahr bekam sie in Firat eine Hauptrolle. 2020 wurde Atalay für die Serie Maria ile Mustafa gecastet. Von 2021 bis 2022 war sie in Üç Kuruş zu sehen. Außerdem setzte sie 2024 ihre Karriere in Kül fort.

## Filmografie
Filme
- 2013: Arkadaşlar Arasında
- 2015: Firak
- 2020: Çatlak
- 2021: Bize Müsaade
- 2021: Dört Duvar

Serien
- 2015: Maral: En Güzel Hikayem
- 2020: Maria ile Mustafa
- 2021–2022: Üç Kuruş
- 2022: Bir Peri Masalı
- seit 2023: Hudutsuz Sevda
- 2024: Kül

## Auszeichnungen

### Gewonnen
- 2018: 22. Afife Tiyatro Ödüller in der Kategorie „Beste Nebendarstellerin“[4]
- 2020: 57. Antalya Altın Portakal Film Festivali in der Kategorie „Beste Schauspielerin“